# Binormalna
Binormalna do krzywej w punkcie {\displaystyle M} – prosta prostopadła do płaszczyzny ściśle stycznej i przechodząca przez punkt {\displaystyle M.}